# Mocomoco
Mocomoco è un comune della Bolivia nella provincia di Eliodoro Camacho (dipartimento di La Paz) con 14.542 abitanti (dato 2010).

## Cantoni
Il comune è suddiviso in 5 cantoni (popolazione 2001):
- Italaque - 1.320 abitanti
- Mocomoco - 3.742 abitanti
- Pacaures - 3.421 abitanti
- Tajani - 1.653 abitanti
- Villa Rosario de Wila Khala - 3.881 abitanti